# Inquisition (groupe)
Cet article concerne le groupe de thrash/black metal. Pour les autres significations, voir Inquisition (homonymie).
Inquisition est un groupe de black metal américano-colombien.

## Biographie
Inquisition est formé par Dagon en 1988 à Cali, en Colombie, sous le nom de Guillotine ; c'est en 1989 que le groupe prend son nom définitif, Inquisition. Au début, Inquisition est un groupe de thrash metal, c'est à partir de 1996, lorsque Dagon emporte le groupe avec lui aux États-Unis qu'il bascule dans le black metal. Une fois arrivé aux États-Unis et durant la même année, il rencontre Incubus son nouveau batteur. Le premier album intitulé Into the Infernal Regions of the Ancient Cult, sorti en 1998 inclut le bassiste Debandt. Les albums ayant succédé incluent Dagon et Incubus. Inquisition réside désormais dans l'état de Washington, aux États-Unis.
Le 13 août 2009, Dagon est endossé par la marque de guitares Fernandes, avec laquelle il enregistre l'album Ominous Doctrines of the Perpetual Mystical Macrocosm.
Le 28 février 2012, le groupe signe un contrat avec le label français Season of Mist.
Fin 2018, le groupe annonce sur sa page Facebook qu'ils recommencent à écrire. Fin 2019, le groupe affirme avoir un nouvel album composé intégralement.
Le 11 novembre 2020, le single "Luciferian Rays", accompagné de son clip est publié sur YouTube. L'album "Black Mass for a Mass Grave" sort le 20 novembre de la même année chez Agonia Records.
En février 2022, Dagon annonce sur Facebook qu'une nouvelle démo d'Inquisition vient d'être produite, et que certains riffs seront présents sur un futur album.
En mai 2022, le groupe se produit au Steelfest Open Air en Finlande, leur premier concert depuis 2018. Quelques semaines plus tard, une tournée de 11 dates est annoncée pour octobre 2022, où la formation jouera en Colombie, Équateur, et Chili.

## Style musical
Inquisition débute en tant que groupe de thrash metal dans le style de Sadus ou Kreator. Selon la description du groupe lui-même, « le genre de black metal qu'Inquisition produit est lent, profond aux riffs obscurs combinés à des passages au tempo rapides effectués de blast beats de riffs de guitare rapides ; avec parfois des solos de guitare mélodiques. Le son typique d'Inquisition est un mélange de black metal chaotique influencé par les riffs de thrash metal old school. » Dagon est le compositeur et leader du groupe. Son inspiration provient de plusieurs genres de musique bien que ces temps-ci le metal ne l'inspire « pas trop » ; parmi ses plus grandes influences du metal se trouvent l'album The Return de Bathory, Burzum, Immortal ainsi que « l'essentiel de la scène black metal polonaise. »
Lors d'interviews, Dagon explique souvent pourquoi le groupe joue sur scène en simple duo (guitare/batterie). Selon lui, il n'y a pas d'inconvénients pour la formation à se produire live sans guitare basse, chose rare pour un groupe de metal. Lors de leur première tournée européenne en 2001, la formation, à défaut d'avoir pu recruter un bassiste, se produit ainsi, mais le public conquit, les pousse à continuer sans basse. Par ailleurs, depuis l'album Invoking the Majestic Throne of Satan en 2002, les enregistrements studio ne disposent plus de guitare basse.
Très actif en live, Inquisition prit part à de nombreuses tournées à travers le monde, et est l'un des rares groupe de black metal à s'être produit sur tous les continents.

## Controverses
Le leader d'Inquisition, Jason « Dagon » Weirbach, serait un déviant sexuel. En 2009, il a plaidé coupable à des accusations de pornographie infantile, selon les documents officiels de la Cour supérieure de Washington. Il a été inculpé de 30 jours d'emprisonnement, de 1 000 $ d'amendes et de deux ans de probation pour un accès limité à Internet et des conseils nécessaires. Un rapport de traitement en 2011 a noté que Weirbach «semble sincère dans ses efforts pour ne pas revenir à son mode de vie déviant» et que son «évaluation du risque pour la communauté est considérée comme faible». Son mariage était encore tendu.
À la suite des accusations, en 2018, le label du groupe, Season of Mist, annonce qu'Inquisition avait été retiré du label et qu'ils n'offriraient plus aucun commentaire.
Pendant 4 ans, de 2018 à 2022, Inquisition ne donnera aucun concert, et se fit plus discret sur les réseaux sociaux.
À la suite de leur collaboration en 2020 avec le groupe, le label Agonia Records est l'objet de critiques virulentes de la part d'internautes sur les réseaux sociaux en raison du passé judiciaire de Dagon. Les attaques sont telles que le compte Twitter d'Agonia Records est rendu privé momentanément. Le label se défend en expliquant que «chacun dans la vie a droit à une seconde chance» et «qu'il y a une différence entre se faire attraper avec des images de pédopornographie et blesser ouvertement quelqu'un». Le label rajoute que «Dagon n'est pas listé comme prédateur sexuel» ou encore «qu'il est la seule personne blessée dans cette affaire».

## Membres

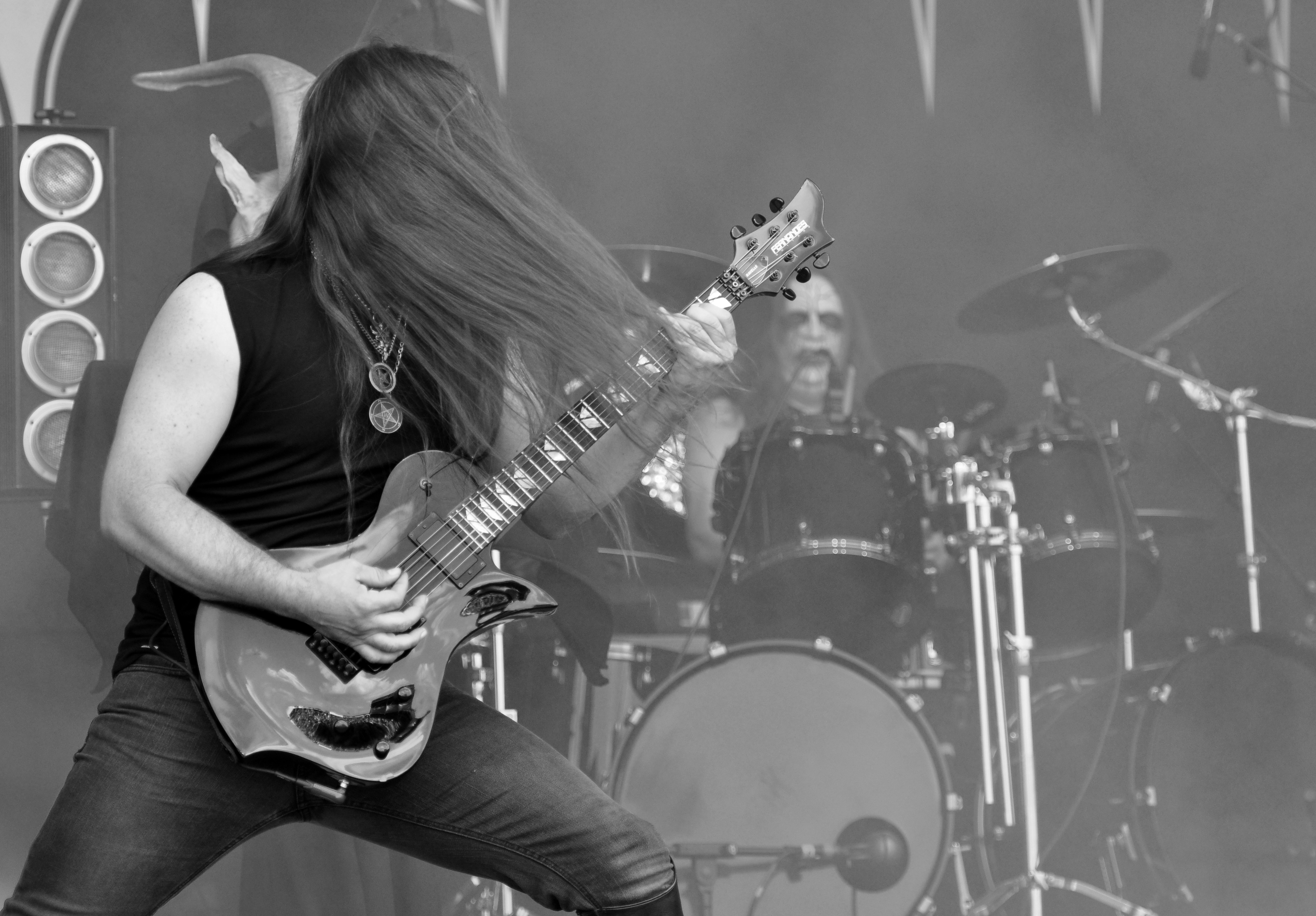
De gauche à droite: Dagon, Incubus.

### Membres actuels
- Dagon - chant, guitare (depuis 1988)
- Incubus - batterie (depuis 1996)

### Anciens membres
- John Santa - batterie (1988-1994)
- Endhir Xo Kpurtos - batterie (1996)
- Debandt - basse
- Cesar Santa - basse (1989)
- Carlos Arcila - claviers, flûte

## Discographie
- 1990 : Anxious Death (EP)
- 1993 : Forever Under (démo)
- 1996 : Summoning the Black Dimensions in the Farallones / Nema (split avec Profane Creation)
- 1996 : Incense of Rest (EP, Defiled Records)
- 1998 : Into the Infernal Regions of the Ancient Cult
- 2002 : Invoking the Majestic Throne of Satan
- 2004 : Unholy Inquisition Rites (EP)
- 2004 : Magnificent Glorification of Lucifer
- 2004 : Anxious Death/Forever Under (compilation, Nuclear War Now! Productions)
- 2007 : Nefarious Dismal Orations
- 2010 : Ominous Doctrines of the Perpetual Mystical Macrocosm
- 2013 : Obscure Verses for the Multiverse
- 2016 : Bloodshed Across the Empyrean Altar Beyond the Celestial Zenith
- 2018 : Demonic Ritual in Unholy Blackness (Live album)
- 2018 : Bloodshed Across Guatemala (Live album)
- 2020 : Black Mass for a Mass Grave